# Рігбі (Айдахо)
Рігбі (англ. Rigby) — окружний центр округу Джефферсон, штат Айдахо, США. Згідно з переписом 2010 року населення становило 3 945 осіб, що на 947 осіб більше, ніж 2000 року.
До більшої «території Рігбі» входять такі навколишні невключені спільноти, як Енніс, Гарфілд, Грант, Лейбелл і Кларк.
Ріґбі є частиною агломерації Айдахо-Фоллс і розташований прямо посередині між двома більшими містами штату, Айдахо-Фоллс і Рексберг, куди жителі цього міста їздять за покупками, розвагами та іншими можливостями провести час. Багато жителів Ріґбі їздять на роботу до Айдахо-Фоллс або Рексберга, а також працюють підрядниками федерального уряду в Національній лабораторії Айдахо (INL), яку місцеві жителі називають «The Site».

## Географія
Рігбі розташоване за координатами 43°40′25″ пн. ш. 111°54′44″ зх. д. / 43.67361° пн. ш. 111.91222° зх. д. (43.673512, -111.912357).  За даними Бюро перепису населення США в 2010 році місто мало площу 6,12 км², з яких 6,09 км² — суходіл та 0,03 км² — водойми.

## Демографія

### Перепис 2010 року
За даними перепису 2010 року, у місті проживало 3 945 осіб у 1 328 домогосподарствах у складі 994 родин. Густота населення становила 648,1 ос./км². Було 1 428 помешкань, середня густота яких становила 234,6/км². Расовий склад міста: 89,5 % білих, 0,2 % афроамериканців, 0,9 % індіанців, 0,5 % азіатів, 0,2 % тихоокеанських остров'ян, 6,7 % інших рас, а також 2,1 % людей, які зараховують себе до двох або більше рас. Іспанці та латиноамериканці незалежно від раси становили 11,8 % населення.
Із 1 328 домогосподарств 45,3 % мали дітей віком до 18 років, які жили з батьками; 57,0 % були подружжями, які жили разом; 13,3 % мали господиню без чоловіка; 4,5 % мали господаря без дружини і 25,2 % не були родинами. 21,8 % домогосподарств складалися з однієї особи, в тому числі 9 % віком 65 і більше років. У середньому на домогосподарство припадало 2,91 мешканця, а середній розмір родини становив 3,43 особи.
Середній вік жителів міста становив 27,6 року. Із них 34,3 % були віком до 18 років; 10,3 % — від 18 до 24; 28,5 % від 25 до 44; 16,5 % від 45 до 64 і 10,3 % — 65 років або старші. Статевий склад населення: 47,4 % — чоловіки і 52,6 % — жінки.
Середній дохід на одне домашнє господарство  становив 40 236 доларів США (медіана — 31 335), а середній дохід на одну сім'ю — 43 513 долари (медіана — 34 297). За межею бідності перебувало 20,6 % осіб, у тому числі 26,9 % дітей у віці до 18 років та 8,8 % осіб у віці 65 років та старших.
Цивільне працевлаштоване населення становило 1496 осіб. Основні галузі зайнятості: освіта, охорона здоров'я та соціальна допомога — 19,5 %, науковці, спеціалісти, менеджери — 12,5 %, роздрібна торгівля — 11,0 %, виробництво — 10,9 %.

### Перепис 2000 року
За даними перепису 2000 року, в місті проживало 2 998 осіб у 1 051 домогосподарстві у складі 789 родин. Густота населення становила 1 134,8 ос./км². Було 1 107 помешкань, середня густота яких становила 419,0/км². Расовий склад міста: 91,16 % білих, 0,43 % афроамериканців, 0,87 % індіанців, 0,40 % азіатів, 0,07 % тихоокеанських остров'ян, 5,64 % інших рас і 1,43 % людей, які зараховують себе до двох або більше рас. Іспанці та латиноамериканці незалежно від раси становили 11,67 % населення.
Із 1 051 домогосподарства 42,8 % мали дітей віком до 18 років, які жили з батьками; 60,2 % були подружжями, які жили разом; 11,7 % мали господиню без чоловіка, і 24,9 % не були родинами. 22,7 % домогосподарств складалися з однієї особи, в тому числі 12,5 % віком 65 і більше років. У середньому на домогосподарство припадало 2,83 мешканця, а середній розмір родини становив 3,36 особи.
Віковий склад населення: 33,7 % віком до 18 років, 11,4 % від 18 до 24, 24,2 % від 25 до 44, 17,4 % від 45 до 64 і 13,4 % років і старші. Середній вік жителів — 28 року. Статевий склад населення: 47,9 % — чоловіки і 52,1 % — жінки.
Середній дохід домогосподарств у місті становив $30 192, родин — $36 417. Середній дохід чоловіків становив $32 316 проти $18 269 у жінок. Дохід на душу населення в місті був $12 795. Приблизно 10,5 % родин і 12,1 % населення перебували за межею бідності, включаючи 13,2 % віком до 18 років і 10,0 % від 65 і старших.